# Schwermineral

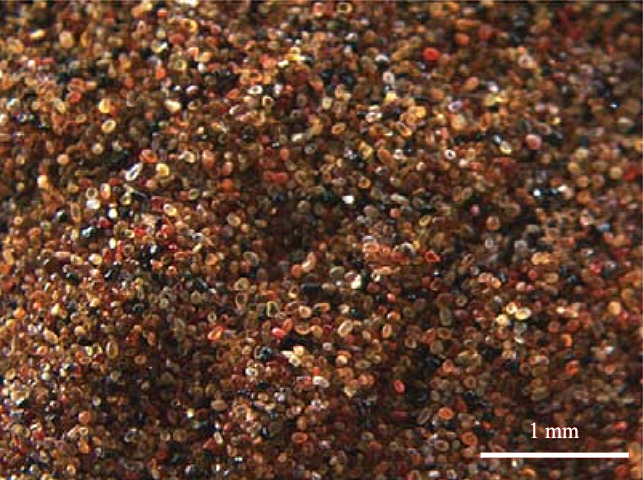
Nahaufnahme von Schwermineralsand, in diesem Fall überwiegend aus Monazit bestehend

Schwermineral ist ein Begriff aus der Mineralogie und Petrographie, der im weitesten Sinne alle Minerale umfasst, die eine höhere Dichte als 2,9 g/cm³ besitzen. Im engeren Sinn ist der Begriff auf solche Minerale beschränkt, die als detritische Körner mit zumeist sehr geringem Mengenanteil in klastischen Sedimenten und Sedimentgesteinen vorliegen. In diesem Sinne haben sie, angereichert in Seifen-Lagerstätten, als Erzminerale eine rohstoffgeologische Bedeutung. Wissenschaftlich von Belang ist die sogenannte Schwermineral-Analyse, die bei der Rekonstruktion einstiger Liefergebiete (Provenienzanalyse) angewendet wird.
Zu den bekannteren Schwermineralen zählen vor allem viele für die Schmuckstein-Herstellung genutzte Minerale (Edelsteine) wie Turmaline (2,82 bis 3,32 g/cm³), Diamant (3,52 g/cm³), Granate (3,5 bis 4,3 g/cm³) und Zirkon (4,6 bis 4,7 g/cm³), aber auch Edelmetalle wie Gold (19,32 g/cm³) und Platin (21,45 g/cm³).

## Sedimentologie
Der primäre Gehalt an Schwermineralen in Sedimenten und Sedimentgesteinen schwankt stark und ist vor allem abhängig von den Gesteinen, die im Liefergebiet anstehen oder anstanden bzw. dort erodiert wurden. Generell muss das Liefergebiet ein tief erodiertes, von Kristallingesteinen dominiertes Rumpfgebirge sein, damit der entsprechende Detritus bedeutende Anteile von Schwermineralen enthält. Magmatische Gesteine des Erdmantels (Peridotit) und der tiefen Erdkruste (Gabbro) sowie (relativ) hochmetamorphe Gesteine (z. B. Amphibolit, Granulit, Eklogit) haben in der Regel höhere Schwermineralgehalte („Schwermineral-Fertilität“) als beispielsweise Granitoide oder sedimentäre Gesteine.
Allerdings können Schwerminerale gegenüber anderen Mineralen (wie dem nahezu allgegenwärtigen Quarz) durch sekundäre Prozesse in Sedimenten ab- oder angereichert werden. Zu diesen Prozessen zählt vor allem die hydraulische Sortierung, die dem Prinzip der Sedimentationsgeschwindigkeit im umgebenen Medium (z. B. im Wasser) unterliegt: Körner, die gemeinsam als Sediment abgelagert worden sind, hatten in der Regel die gleiche Absinkgeschwindigkeit und somit ein ähnliches hydraulisches Verhalten im fließenden Medium. Die Absinkgeschwindigkeit hängt vor allem von der spezifischen Dichte des Materials, jedoch auch von Form und Größe der absinkenden Partikel ab. Dies führt dazu, dass im gleichen Sediment die Körner aus dem dichteren Material (Schwerminerale) häufig feinkörniger sind als die aus dem weniger dichten Material (z. B. Quarz oder Feldspat). Extreme Sortierungsprozesse können zur Bildung von Schwermineral-seifen führen, bei denen der Sedimentkörper lokal hauptsächlich aus Schwermineralen besteht.

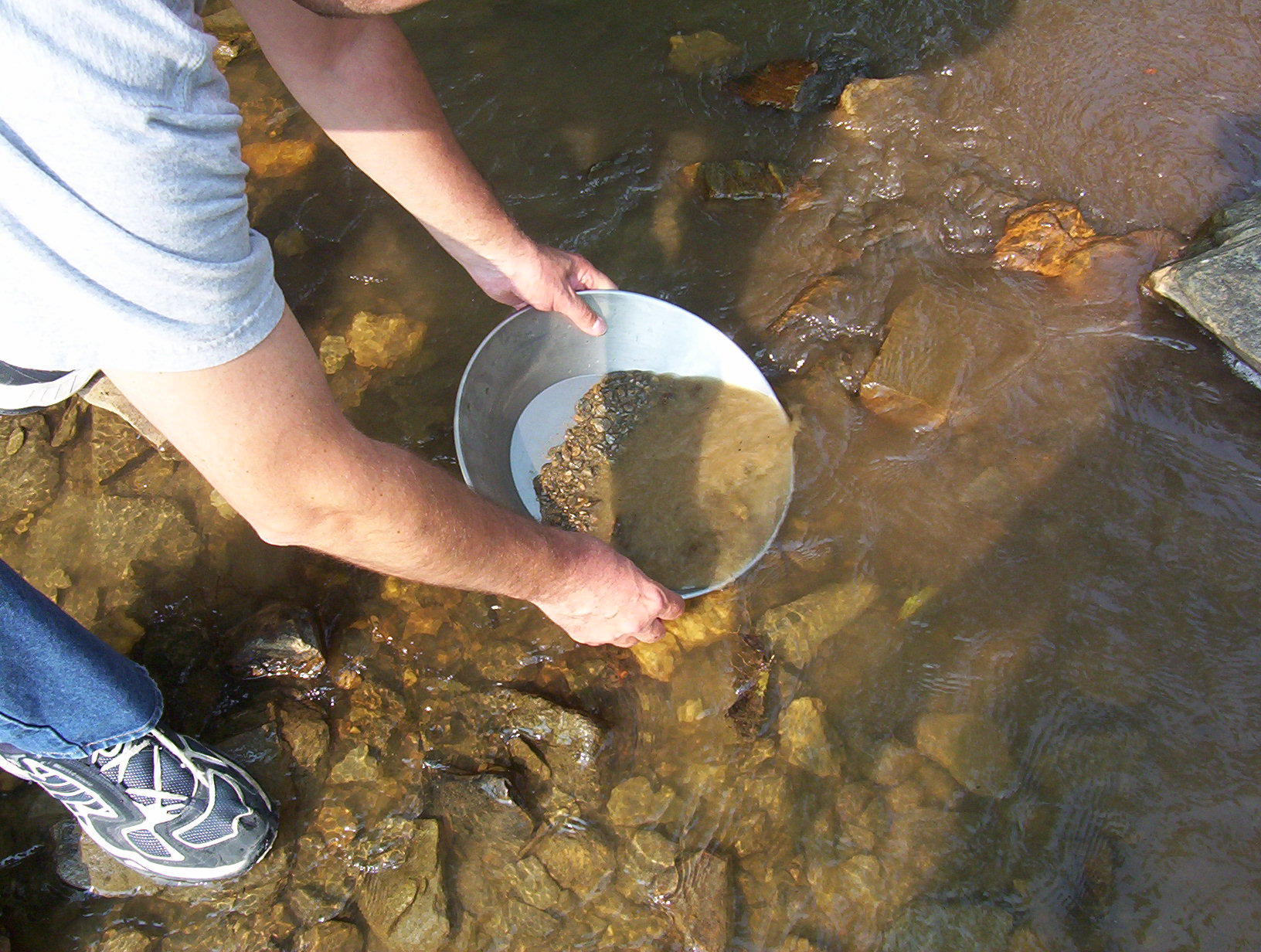
Goldwäscher beim Ausschwemmen der leichten Partikel aus der Waschpfanne

Dieses Prinzip findet auch Anwendung bei künstlicher Anreicherung von Schwermineralen, beispielsweise beim Goldwaschen mit einer Waschpfanne. Hierbei reichern sich die dichteren Partikel durch das Hin- und Herbewegen am Boden der Pfanne an, während weniger dichte Partikel nach oben verdrängt werden. Durch vorsichtiges Ausschwemmen über den Rand der Waschpfanne hinweg werden dann die weniger dichten Partikel abgetrennt und die dichte Fraktion bleibt zurück.
In der Forschung werden Schwerminerale z. B. für Provenienzanalysen im Labor angereichert. Dies wird unter anderem mithilfe sogenannter Schwerflüssigkeiten mit Dichten zwischen 2,8 und 3,3 g/cm³ bewerkstelligt. In der Vergangenheit waren dies Bromoform und Diiodmethan, die heute jedoch aufgrund ihrer Toxizität nur noch vereinzelt verwendet werden. Eine beliebte nicht toxische Alternative ist das in Wasser lösliche Natriumpolywolframat. Die vorgesiebte Sedimentprobe wird dabei in einen mit Natriumpolywolframat gefüllten, mit Absperrhahn am Ablauf ausgestatteten Trichter gegeben und durch Umrühren suspendiert. Während die Schwerminerale relativ zügig sedimentieren, schwimmen die leichteren Minerale oben auf oder bleiben in Schwebe. Durch kurzzeitiges Öffnen des Absperrhahns wird die Schwermineralfraktion abgezogen. Danach wird sie filtriert (das teure Filtrat wird wiederverwendet) und durch Spülen mit Wasser von Resten der Schwerflüssigkeit befreit.
Schwerminerale sind über geologische Zeitspannen hinweg unterschiedlich chemisch stabil. Zu den stabilsten Mineralen gehören Zirkon, Turmalin und Rutil, während Schwerminerale wie Olivin, Pyroxen und Amphibol eher instabil sind. Durch intensive chemische Verwitterung, lange Transportzyklen oder Diagenese können chemisch instabile Minerale angegriffen und aufgelöst werden.

## Identifikation

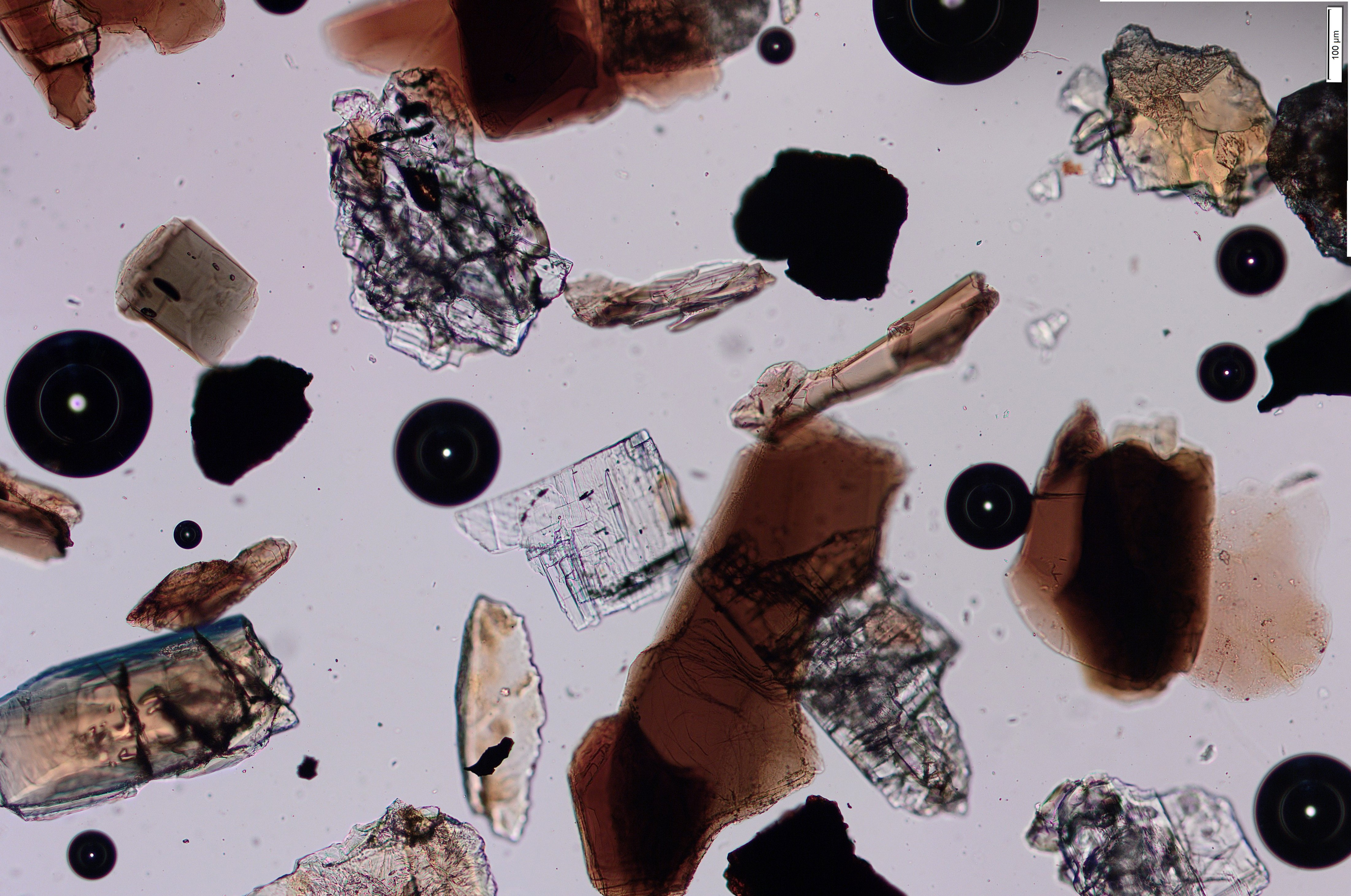
Beispiel einer Schwermineralprobe mit Staurolit, Kyanit, Turmalin und reichlich Biotit unter dem Polarisationsmikroskop (einfach polarisiertes Licht)

In der traditionellen Schwermineral-Analyse wird die im Labor angereicherte Schwermineralfraktion auf einen mit einem Einbettungsmedium wie  Kanadabalsam bedeckten Objektträger aufgebracht und anschließend unter dem Polarisationsmikroskop untersucht. Die Mineralkörner werden dabei, ähnlich wie bei einer Dünnschliffanalyse, anhand ihrer optischen Eigenschaften wie Doppelbrechung, Pleochroismus und Auslöschung sowie anderer Merkmale wie Form und Farbe identifiziert.
In den letzten Jahren hat zudem die Anwendung alternativer Techniken wie der Ramanspektroskopie oder Röntgenspektroskopie zugenommen.